# Машкова, Кристина Геннадьевна
Кристина Геннадьевна Машкова (30 июня 1992) — российская футболистка, защитница клуба «Локомотив». Выступала за сборную России.

## Биография
Занималась футболом с восьми лет, воспитанница клуба «Чертаново» (Москва) и звенигородского Училища олимпийского резерва. Во взрослом футболе дебютировала в составе команды «УОР-Звезда» в 2009 году, проведя два сезона в высшей лиге России. Затем в течение четырёх сезонов выступала за «Мордовочку» (Саранск), а в 2015 году играла за подмосковный «Зоркий». Всего в этот период сыграла более 100 матчей в высшей лиге, забила один гол — 3 октября 2015 года в составе «Зоркого» в матче против «Рязани».
В 2016—2018 годах выступала в чемпионате Казахстана за клуб «БИИК-Казыгурт» (Шымкент), стала трёхкратной чемпионкой страны. В своём первом сезоне сыграла 13 матчей и забила 2 гола в высшем дивизионе. Также в составе казахстанского клуба провела 19 матчей в женской Лиге чемпионов.
В 2019 году вернулась в Россию и подписала контракт с клубом «Рязань-ВДВ». В 2020 году перешла в «Локомотив», с которым в том же сезоне стала серебряным призёром чемпионата. Чемпионка России 2021 года, серебряный призёр 2020 и бронзовый призёр 2022 и 2023 годов.
Выступала за юношескую и молодёжную сборную России. В национальной сборной России дебютировала 8 октября 2019 года в отборочном матче чемпионата Европы против команды Нидерландов.